# Kasteel Terborgt
Het Kasteel Terborgt is een kasteel in de tot de Vlaams-Brabantse gemeente Zemst behorende plaats Elewijt, gelegen aan de Tervuursesteenweg 505.

## Geschiedenis
Vermoedelijk heeft op deze plaats een middeleeuwse burcht gestaan. Tot 1660 werd het bewoond door de familie Van Waelhem. In 1699 werd het kasteel voor het eerst afgebeeld als oudt ridderlyck hof van Terborght. Het betrof een buitenhuis uit het eind van de 17e eeuw en wel gebouwd als waterkasteel. Er vonden sindsdien nog ingrijpende verbouwingen plaats, maar in 1914 werd het kasteel door de Duitsers verwoest. In 1936 werd, in opdracht van Hélène Beaufort, in plaats van een nieuw kasteel een bakstenen villa gebouwd. De gebouwen van het neerhof, waaronder een portierswoning, bleven in gewijzigde vorm bewaard. Deze hebben een 17e-eeuwse kern.
Het domein raakte in verval, maar werd in 1999 gekocht om vervolgens te worden gerestaureerd.